# Khaled Khaled
Khaled Khaled — двенадцатый студийный альбом американского продюсера DJ Khaled. Он был выпущен 30 апреля 2021 года на лейблах We the Best Music, Roc Nation и Epic Records. Альбом содержит гостевые участия Лила Уэйна, Jeremih, Lil Baby, Lil Durk, Cardi B, H.E.R., Migos, Post Malone, Megan Thee Stallion, DaBaby, Джастина Бибера, 21 Savage, Брайсона Тиллера, Родди Рича, Дрейка, A Boogie wit da Hoodie, Бига Шона, Рика Росса, Puff Daddy, Nas, Jay-Z, James Fauntleroy, Джастина Тимберлейка, Meek Mill, Buju Banton, Capleton и Bounty Killer.

## История
Название альбома является настоящим именем DJ Khaled. Khaled Khaled — первый альбом продюсера, выпущенного с момента рождения Аалама, его второго ребёнка. 29 апреля 2021 года в интервью Челси Бриггс из Billboard Халед сказал, что надеется, что альбом поможет его поклонникам «вдохновиться, мотивировать».

## Отзывы
| Совокупная оценка | Совокупная оценка |
| Источник          | Оценка            |
| ----------------- | ----------------- |
| Metacritic        | 58/100            |
| Оценки критиков   |                   |
| Источник          | Оценка            |
| AllMusic          | [ 5 ]             |
| Clash             | 8/10              |
| Exclaim!          | 6/10              |
| HipHopDX          | 2.4/5             |
| NME               | [ 9 ]             |
| Pitchfork         | 4.8/10            |
| RapReviews.com    | 6.5/10            |
| Variety           | (положительно)    |

Альбом получил смешанные оценки.

## Список композиций
| №                   | Название                                                                                 | Автор(ы) | Продюсер(ы)                                     | Длительность |
| ------------------- | ---------------------------------------------------------------------------------------- | --- | ----------------------------------------------- | ------------ |
| 1.                  | «Thankful» (при участии Лила Уэйна и Jeremih)                                            | Khaled Khaled Dwayne Carter, Jr. Jeremy Felton Brittany Coney Denisia Andrews                                  | DJ Khaled                                       | 5:38         |
| 2.                  | «Every Chance I Get» (при участии Lil Baby и Lil Durk)                                   | Khaled Dominique Jones Durk Banks Brytavious Chambers                                                          | DJ Khaled Tay Keith                             | 3:56         |
| 3.                  | «Big Paper» (при участии Cardi B)                                                        | Khaled Belcalis Almanzar Chambers Torae Carr Jonathan Descartes                                                | DJ Khaled Tay Keith                             | 2:39         |
| 4.                  | «We Going Crazy» (при участии H.E.R. и Migos)                                            | Khaled Gabriella Wilson Quavious Marshall Kirshnik Ball Kiari Cephus Marcello Valenzano Andre Lyon Daryl Jones | DJ Khaled Cool & Dre Kent Jones                 | 3:16         |
| 5.                  | «I Did It» (при участии Post Malone, Megan Thee Stallion, Lil Baby и DaBaby)             | Khaled Austin Post Megan Pete D. Jones Jonathan Kirk Coney Andrews Joseph Zarrillo Omed Rozbayani              | DJ Khaled Joe Zarrillo Tay Keith [a] DJ 360 [a] | 2:45         |
| 6.                  | «Let It Go» (при участии Джастина Бибера и 21 Savage)                                    | Khaled Justin Bieber Shayaa Abraham-Joseph Edgar Ferrera                                                       | DJ Khaled SkipOnDaBeat Al Cres                  | 2:45         |
| 7.                  | «Body in Motion» (при участии Bryson Tiller, Lil Baby и Roddy Ricch)                     | Khaled Bryson Tiller D. Jones Rodrick Moore, Jr. Kevin Cossom                                                  | DJ Khaled StreetRunner Tarik Azzouz             | 5:06         |
| 8.                  | «Popstar» (при участии Дрейка)                                                           | Khaled Aubrey Graham Ozan Yildirim David Ruoff Elias Klughammer                                                | DJ Khaled OZ David & Eli                        | 3:20         |
| 9.                  | «This Is My Year» (при участии A Boogie wit da Hoodie, Big Sean, Rick Ross и Puff Daddy) | Khaled Artist Dubose Sean Anderson William Roberts II Sean Combs Nicholas Warwar Tarik Azzouz                  | DJ Khaled StreetRunner Tarik Azzouz             | 4:27         |
| 10.                 | «Sorry Not Sorry» (при участии Nas, Jay-Z и James Fauntleroy)                            | Khaled Nasir Jones Shawn Carter James Fauntleroy II Beyoncé Knowles-Carter Cossom                              | DJ Khaled StreetRunner Tarik Azzouz             | 4:18         |
| 11.                 | «Just Be» (при участии Джастина Тимберлейк)                                              | Khaled Justin Timberlake Coney Andrews Warwar Azzouz                                                           | DJ Khaled StreetRunner Tarik Azzouz             | 3:44         |
| 12.                 | «I Can Have It All» (при участии Bryson Tiller, H.E.R. и Meek Mill)                      | Khaled Tiller Wilson Robert Williams Coney Andrews Warwar Azzouz                                               | DJ Khaled StreetRunner Tarik Azzouz             | 4:30         |
| 13.                 | «Greece» (при участии Дрейка)                                                            | Khaled Graham Yildirim Calvin Tarvin Elijah Maynard Peter Eddins                                               | OZ Tiggi                                        | 3:39         |
| 14.                 | «Where You Come From» (при участии Buju Banton, Capleton и Bounty Killer)                | Khaled Mark Myrie Clifton Bailey III Rodney Price Patrick Douthit Warwar Azzouz                                | DJ Khaled 9th Wonder StreetRunner Tarik Azzouz  | 3:42         |
| Общая длительность: | Общая длительность:                                                                      | Общая длительность:                                                                                            | Общая длительность:                             | 53:45        |

Примечания
- ↑  сопродюсер
- Все песни стилизованы под маюскул

## Чарты
| Чарт (2021)                            | Высшая позиция |
| -------------------------------------- | -------------- |
| Австралия (ARIA)                       | 7              |
| Австрия (Ö3 Austria)                   | 20             |
| Бельгия/Фландрия (Ultratop)            | 23             |
| Бельгия/Валлония (Ultratop)            | 59             |
| Канада (Canadian Albums Chart)         | 2              |
| Чехия (ČNS IFPI)                       | 26             |
| Дания (Hitlisten)                      | 5              |
| Нидерланды (Album Top 100)             | 8              |
| Финляндия (Suomen virallinen lista)    | 14             |
| Франция (SNEP)                         | 38             |
| Германия (Offizielle Top 100)          | 46             |
| Ирландия (Irish Albums Chart)          | 12             |
| Италия (FIMI)                          | 27             |
| Литва (AGATA)                          | 11             |
| Новая Зеландия (RMNZ)                  | 7              |
| Норвегия (VG-lista)                    | 3              |
| Швеция (Sverigetopplistan)             | 14             |
| Швейцария (Schweizer Hitparade)        | 16             |
| Великобритания (UK Albums Chart)       | 10             |
| Великобритания (UK R&B Albums Chart)   | 1              |
| США (Billboard 200)                    | 1              |
| США (Billboard Top R&B/Hip-Hop Albums) | 1              |

## Сертификации
| Регион                                                                      | Сертификация | Продажи |
| --------------------------------------------------------------------------- | ------------ | ------- |
| Канада (Music Canada)                                                       | Золотой      | 40 000  |
| США (RIAA)                                                                  | Золотой      | 500 000 |
| Данные о продажах + прослушиваниях приведены только на основе сертификации. |              |         |

## Участники записи
Адаптировано под Tidal.

### Исполнители
- DJ Khaled — главный исполнитель (1–12, 14), продюсер (все песни), авторы песни (все песни)
- Лил Уэйн — гостевой исполнитель (1)
- Jeremih — гостевой исполнитель (1)
- Lil Baby — гостевой исполнитель (2, 5, 7)
- Lil Durk — гостевой исполнитель (2)
- Cardi B — гостевой исполнитель (3)
- H.E.R. — гостевой исполнитель (4, 12)
- Migos — гостевой исполнитель (4)
  - Quavo — вокал
  - Takeoff — вокал
  - Offset — вокал
- Post Malone — гостевой исполнитель (5)
- Megan Thee Stallion — гостевой исполнитель (5)
- DaBaby — гостевой исполнитель (5)
- Джастин Бибер — гостевой исполнитель (6)
- 21 Savage — гостевой исполнитель (6)
- Брайсон Тиллер — гостевой исполнитель (7, 12)
- Родди Рич — гостевой исполнитель (7)
- Дрейк — гостевой исполнитель (8, 13)
- A Boogie wit da Hoodie — гостевой исполнитель (9)
- Биг Шон — гостевой исполнитель (9)
- Рик Росс — гостевой исполнитель (9)
- Puff Daddy — гостевой исполнитель (9)
- Nas — гостевой исполнитель (10)
- Jay-Z — гостевой исполнитель (10)
- James Fauntleroy — гостевой исполнитель (10)
- Джастин Тимберлейк — гостевой исполнитель (11)
- Meek Mill — гостевой исполнитель (12)
- Buju Banton — гостевой исполнитель (14)
- Capleton — гостевой исполнитель (14)
- Bounty Killer — гостевой исполнитель (14)

### Продюсеры
- OZ — продюсер (8, 13)
- David & Eli -
  - David Ruoff — продюсер, автор песен (8)
  - Elias Klughammer — продюсер, автор песен (8)
- Tiggi — продюсер, автор песен (13)
- Elijah Maynard — автор песен (13)
- Peter Eddins — автор песен (13)

### Техническая часть
- 40 — миксинг (8, 13)
- Noel Cadastre — запись (8, 13)
- AyoJuan — инженеринг вокала (8, 13)
- Chris Athens — мастеринг (8, 13)
- Dave Huffman — ассистент инженеринга (8, 13)